# Demo Olmos
Demo Olmos fue un demo producido y publicado por Zoé lanzado por Internet conteniendo temas que se publicaron en su primer álbum Zoé y con temas inéditos como Espiral, Espectro Sol, City, Woody y Vacío.

## Historia
A falta de productoras musicales que se interesen por su música, Zoé comienza a darse a conocer por medio de Internet y conciertos organizados por ellos mismos, y por su propia cuenta lanzan un demo titulado Demo Olmos, el cual contiene temas inéditos de la banda, así como adelantos que vendrán después en su primer álbum.
En 1997 decidieron trasladarse a la Ciudad de México buscando mejores horizontes para su trabajo, a la cual se integraron. A partir de sus demos comenzaron a captar la atención de algunos medios mexicanos, e incluso lograron cierta popularidad en estaciones de rock en español de los Estados Unidos. Esto atrajo el interés de la discografía EMI Music, que en 1998 los firmó para la grabación de un disco. Tras dos años en los que grabaron maquetas sin que la compañía publicara nada, o como se dice en el argot de las discografías, ‹‹tras dos años en la congeladora››, optaron por hacer su primer disco de manera independiente.
En 1999, lanzaron el demo Olmos, llamado así por Gabriel Olmos, la persona que se encargó de recopilar los distintos demos y maquetas que habían grabado anteriormente.

## Lista de canciones[4]
Todas las canciones escritas y compuestas por León Larregui. 
| Demo Olmos |                              |          |  |
| N.º        | Título                       | Duración |  |
| 1.         | «Cospirador»                 | 4:22     |  |
| 2.         | «Random Time»                | 6:04     |  |
| 3.         | «Microscopio»                | 4:29     |  |
| 4.         | «Infinito»                   | 4:45     |  |
| 5.         | «Tarántula»                  | 5:41     |  |
| 6.         | «Espiral»                    | 5:07     |  |
| 7.         | «Asteroide»                  | 3:12     |  |
| 8.         | «Universo»                   | 4:22     |  |
| 9.         | «Espectro Sol»               | 4:20     |  |
| 10.        | «City»                       | 4:01     |  |
| 11.        | «Razor Blade»                | 3:02     |  |
| 12.        | «Razor Blade» (Uriel Mix)    | 5:37     |  |
| 13.        | «Razor Blade» (Fussible Mix) | 6:00     |  |
| 14.        | «Woody»                      | 3:37     |  |
| 15.        | «Deja Te Conecto»            | 5:25     |  |
| 16.        | «Microscope»                 | 4:31     |  |
| 17.        | «Vacío»                      | 5:14     |  |